# Ali Mohamed Ghedi
Ali Mohamed Ghedi, o Mohamed Ali Ghedi (in somalo: Cali Maxamed Geedi) (Mogadiscio, 1952), è un politico somalo.
È stato Primo ministro della Somalia dal 3 novembre 2004 al 29 ottobre 2007. Egli era relativamente sconosciuto nei circoli politici prima della sua nomina. Fa parte del sottotribù Abgal che fa parte del clan Hauia di Mogadiscio, uno dei due principali gruppi somali.
Intorno agli anni Settanta ha svolto i suoi studi in Italia, presso l'Università di Pisa.